# Fusch an der Großglocknerstraße

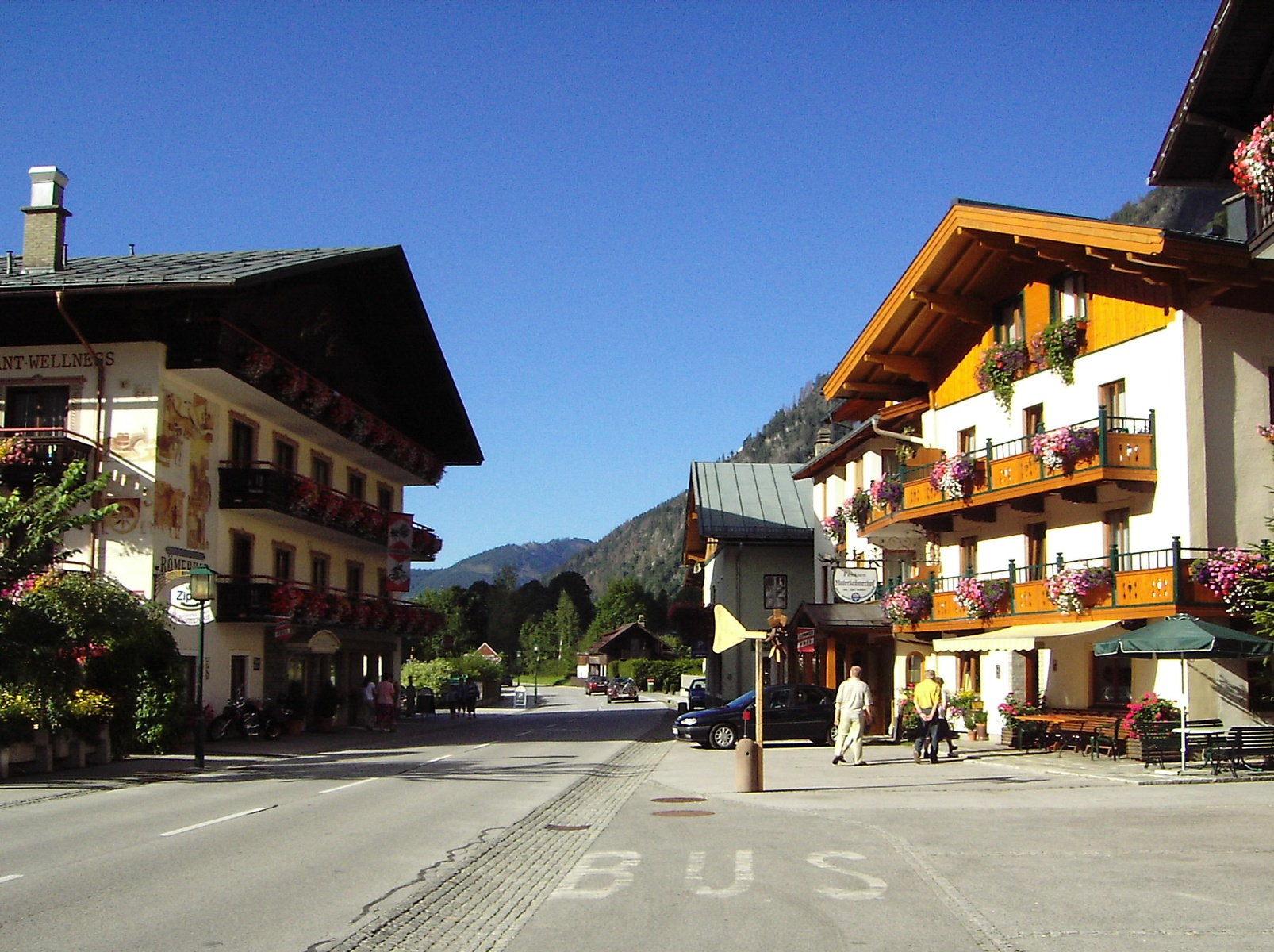
De hoofdstraat in Fusch

Fusch an der Großglocknerstraße is een gemeente in de Oostenrijkse deelstaat Salzburg, gelegen in het district Zell am See, ook wel bekend als de Pinzgau. De gemeente had op 31 december 2008 697 inwoners.
Het Fuschertal waarin de gemeente Fusch gelegen is, ligt ten noorden van de hoofdkam van de Alpen, tussen het Kaprunertal en het Raurisertal en het mondt uit in het Salzachtal.
Door de gemeente Fusch voert de Großglockner Hochalpenstraße, een panoramaweg langs de Großglockner die, vooral bij motorrijders, bekendstaat als geliefd recreatiedoel.
Het Fuschertal wordt doorstroomd door de Fuscher Ache, die bij Bruck an der Großglocknerstraße in de Salzach stroomt.
In een zijdal van het Fuschertal vindt men op 1188 meter hoogte Bad Fusch, een kuuroord dat in de 18e en 19e eeuw erg bekend was, maar vervallen is en niet meer voor recreatie wordt gebruikt. Hier zijn talloze bronnen te vinden, waarvan het water een helende werking zou hebben.
Een groot deel van de gemeente behoort tot het Nationaal park Hoge Tauern. Er gelden hier dan ook strenge natuurbeschermende regels.

## Bezienswaardigheden
- Edelweißspitze, hoogste bergtop van de Großglockner Hochalpenstraße met panoramisch uitzicht